# 二乙硫醚
二乙硫醚或称为乙硫醚，是有机化合物之中一种硫醚。其结构式为{\displaystyle {\ce {C_2H_5-S-C_2H_5}}}，或写作Et
2S；分子式为{\displaystyle {\ce {C_4H_10S}}}。

## 制备
将浓硫酸作用于乙醇，得到的溶液用碳酸钠部分中和，蒸馏得到硫酸乙酯钠盐，并和硫化钾反应，生成产物二乙硫醚。